# Vulcano buono

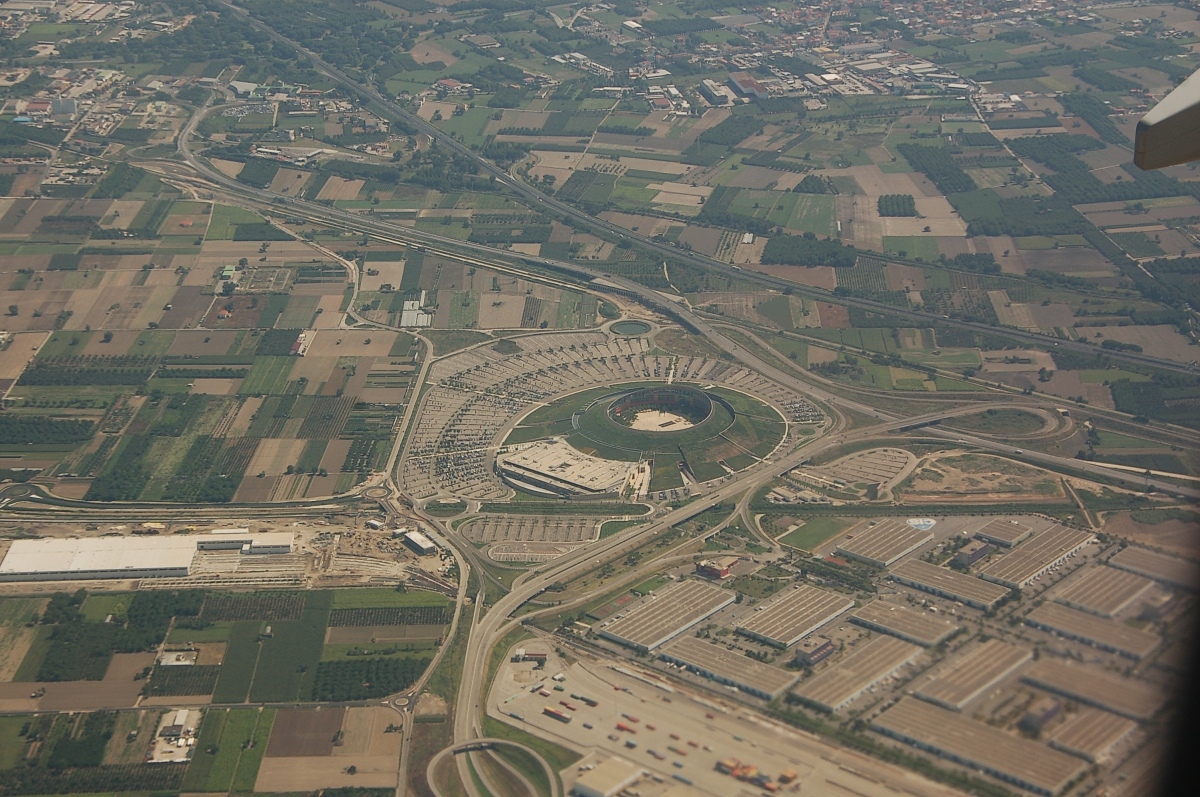
Vulcano buono (partie circulaire) vu d'avion.

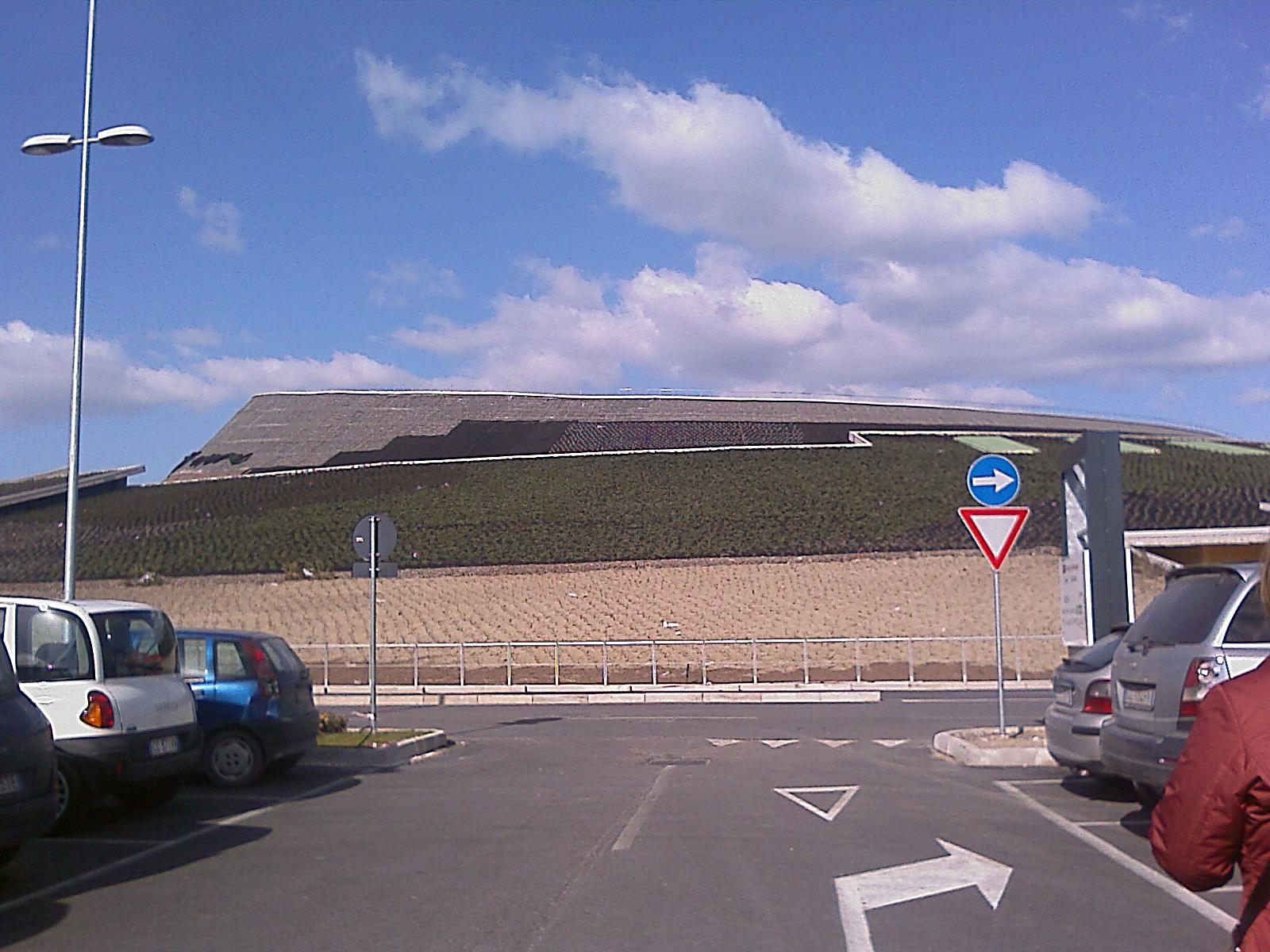
Extérieur depuis le parking.

Vulcano buono est un vaste centre commercial semi-enterré situé au sud de la ville de Nola, en province de Naples.
Conçu  par l'architecte Renzo Piano, il complète le Centro Integrato Servizi (CIS), la plus importante zone de fret d'Italie du sud.

## Historique
Décidés en 1995, les travaux débutent en 2002 et le centre commercial est inauguré le 7 décembre 2007, pour un coût total de 180 millions d'euros, couverts en partie par des fonds régionaux. Le site occupe une aire d'environ  450 000 m2 et la surface couverte de l'ouvrage est de 150 000 m2 ; les parkings peuvent accueillir 7 000 véhicules.

## Description

### Extérieur
De l'extérieur, sauf pour les différentes entrées (appelées Capri, Sorrente, Amalfi, Positano et Ischia, plus les issues de secours), le site est pratiquement invisible et se fond avec le paysage environnant et rappelle dans ses contours le Vésuve voisin : terrassé en pente douce, son toit d'une hauteur variant de 25 à 41 mètres, avec un diamètre de 320 mètres, est recouvert d'une couche végétale composée de plusieurs milliers de plantes. Depuis le toit, une série de puits de lumière équipée d'un double vitrage permet de diffuser la lumière naturelle dans le centre commercial et de réduire la consommation énergétique.

### Intérieur
L'architecture intérieure du complexe rappelle la forme d'un cratère de volcan (haut d'environ 40 mètres) - qui s'articule autour d'une grande place  arborée de 160 mètres de diamètre (évoquant la Piazza del Plebiscito) -  où a été réalisé un complexe de galerie commerciale à trois étages concentriques. Outre plus de 155 boutiques, plusieurs restaurants et bars, le Vulcano buono accueille aussi un hôtel, un hypermarché Auchan et un multiplexe cinématographique.

### Autres projets
- Vulcano buono sur Commons

### Sources
- (it) Cet article est partiellement ou en totalité issu de l’article de Wikipédia en italien intitulé « Vulcano buono » (voir la liste des auteurs).